# 월로프어

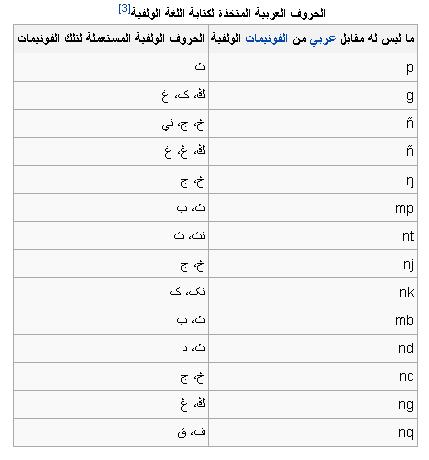

월로프어(Wolof)는 세네갈, 감비아, 모리타니에서 쓰이는 언어로서, 월로프족의 모어이다. 이웃하는 풀라어(Fula)와 함께 니제르콩고어족의 대서양 제어에 속한다. 다른 사하라 남부 아프리카의 언어와는 달리 성조가 없다.
월로프어는 세네갈에서 가장 많이 쓰이며 인구의 약 40%를 차지하는 월로프족 뿐만이 아니라 다른 민족들도 이 언어를 사용한다. 월포르어에는 국가(세네갈과 감비아)에 따라, 시골이냐 도시냐에 따라 다양한 방언이 존재한다. 예를 들어 세네갈의 수도인 다카르에서 사용되는 "다카르 월로프"는 도회 월로프어에 프랑스어와 아랍어, 게다가 약간의 영어가 섞인 방언이다.
현재 320만명이 모국어로 월로프어를 사용하고 있으며, 제1 외국어로 월로프어를 구사하는 인구수를 합치면 350만명에 이른다.

## 음운

### 닿소리
|        |          | 입술소리 | 치경음 | 경구개음 | 연구개음 | 구개수음 | 성문음 |
| ------ | -------- | -------- | ------ | -------- | -------- | -------- | ------ |
| 비음   | 비음     | m        | n      | ñ(/ɲ/)   | ŋ        |          |        |
| 파열음 | 무성음   | p        | t      | c        | k        | q        | ʔ      |
| 파열음 | 유성음   | b        | d      | j(/ɟ/)   | g(/ɡ/)   |          |        |
| 파열음 | 선비음화 | mb       | nd     | nj(/ɲɟ/) | ng(/ŋɡ/) |          |        |
| 마찰음 | 마찰음   | f        | s      |          | x(/x~χ/) | x(/x~χ/) |        |
| 유음   | 설측음   |          | l      |          |          |          |        |
| 유음   | 전동음   |          | r      |          |          |          |        |
| 반모음 | 반모음   | w        |        | y(/j/)   |          |          |        |

### 홀소리
|          | 전설       | 중설   | 후설       |
| -------- | ---------- | ------ | ---------- |
| 고모음   | i, iː      |        | u, uː      |
| 중고모음 | é(/e/), eː |        | ó(/o/), oː |
| 중모음   |            | ë(/ə/) |            |
| 중저모음 | e(/ɛ/), ɛː |        | o(/ɔ/), ɔː |
| 저모음   |            | a, aː  |            |

## 주요 표현
- 살라 말래쿰 (Salaamaleekum) ! - 안녕하세요!
  - 말래쿰 살람 (Maaleekum Salaam) ! - 안녕하세요!(대답)

- 잠마 응감 (Jaama Ngaam)? - 어떻게 지내십니까?
  - 잠므 렉(Jaama rek) - 잘 지냅니다.

- 와우 (Waaw) - 그렇다.
- 데애데앳 (Déedéet) - 아니다.

- 난 가 데프 (Na nga def)? - 잘 지내십니까?
- 난 가 뚜드 (Na nga tudd) ? - 이름이 무엇입니까?
- 난 가 쌍트 (Na nga sant) ? - 성이 무엇입니까?